# Pikachu

Pikachu a Pokémon animében

Pikachu /ˈpɪkɘtʃuː/, japán neve ピカチュウ (magyaros átírással Pikacsú, a levédett átírás szerint Pikachu), a legismertebb Pokémon. Pikachu elektromos típusú Pokémon, legismertebb támadása a Villámcsapás (Thunderbolt), amellyel százezer voltot tud rászabadítani ellenfelére. Képes a Volt Öklelés (Volt Tackle) nevű technikát is alkalmazni, ami csak rá, Pikachura és Raichura jellemző. Pikachu a Pokémon franchise kabalája és az anime egyik főszereplője. Pikachu a főhős, Ash Ketchum első Pokémonja, akit azért kapott, mert elaludt, és már nem jutott neki a három választható Pokémon közül. Pikachu eleinte utálta újdonsült gazdáját, de később megkedvelte, miután Ash megvédte egy csapat megvadult Spearowtól.

## Koncepció és megalkotás
Pikachu külső megjelenését Szugimori Ken, Tadzsiri Szatosi barátja tervezte meg. Pikachu az összes Pokémon-játékban megszerezhető, és a Pokémon Yellow: Special Pikachu edition Game Boy, valamint a Pokémon Let's Go Pikachu játékban a játékos első Pokémonjaként szerepel. A korai Pokémon videójátékokban minden Pokémon kétdimenziós sprite-ként jelent meg a csaták során, de az újabb játékokban már háromdimenziós technológiát alkalmaznak a készítők. A Pokémon szerepjátékokban Pikachu nem tud beszélni, a feliratban a saját nevét mondja el. A Pokémon animében Pikachu arcmimikával és testbeszéddel tud érzelmeket kifejezni és beszéde a neve szótagjainak különböző hangszínen való ismétléséből áll.
Bár nem Pikachu volt a legelső Pokémon, ő volt az első elektromos típusú faj, amit Sugimori azután tervezett meg, hogy javasolták neki az új típust. Így ezt a Pokémont az elektromosság motívumai és a villám szimbóluma alapján dolgozta ki. Neve a japán ピカピカ (pikapika) - jelentése szikra - és チュウ (csú) - az egerek cincogásának hangutánzó szava - kombinációja. Egy interjúban a Pokémon Diamond és Pearl verziók rendezője, Maszuda Dzsunicsi azt mondta, hogy Pikachu nevét volt a legnehezebb kitalálni, mert meg kellett felelnie a japán és az amerikai közönség elvárásainak is. A Pikachu név magára az egész fajra közösen is vonatkozik, de az egyedeket is így szokták hívni a videójátékban, az animében és a mangákban.

## Jellemzői
Pikachu apró, rágcsálószerű Pokémon, melynek rövid, sárga szőre van, hátán barna színű sávokkal. Fekete végű, hosszú, hegyes füle van és piros pofazacskója, melyben elektromosságot tárolnak. A farka villám alakú. A Pokémon Diamond és Pearl verziók óta egyes Pokémonok nemtől függően máshogy néznek ki; a nőstény Pikachunak például szív alakú bemélyedés van a farkán.
A Pokédex szerint Pikachu bogyókkal táplálkozik. Fára mászás helyett azonban, elektromos támadásokat használ ahhoz, hogy leszedje a gyümölcsöket a fáról, és ugyanakkor meg is süsse azokat. A már lehullott gyümölcsöket szintén elektromos támadásokkal puhítja meg. Pikachu elektromosságot tárol a pofazacskóiban, és azok összeszorításával szikrákat vagy villámot tud szórni. A nem szándékos szikrázás vagy villámrázás azonban a fáradtság jele lehet a Pokémonnál. Ha elektromágneses mezővel érintkezik, akkor nem tudja megtartani az elektromos energiáját, és akaratlanul kiengedi az elektromosságot. Ez a betegség influenzaszerű tünetekkel jár. A Pikachu-k viharos területeken szoktak összegyűlni. Ha fenyegetve érzik magukat, rendkívül intenzív elektromos energiát tudnak felhalmozni és ezzel rövid ideig tartó viharokat tudnak okozni. Pikachu néha feltölti elektromossággal legyengült társát, hogy az visszanyerje erőnlétét.
Pikachu Raichu-vá alakul a Viharkő (Thunder Stone) segítségével. Az edzők azonban gyakran nem élnek ezzel a lehetőséggel. A Pokémon Yellow: Special Pikachu Edition Game Boy, valamint a Pokémon Let's Go Pikachu játékban Pikachu megtagadja a továbbfejlődést, ha a játékos Viharkövet szeretne használni rajta. A Pokémon videójátékok második generációjától kezdve Pikachu-nak van egy előző fejlődési szakasza, Pichu, amely akkor alakul Pikachu-vá, ha mély barátságot alakított ki gazdájával.
A Pikachuk átlagosan 40 cm magasak és játékos természetűek.

## Pikachu a videójátékokban
Pikachu a videójátékokban egy alacsony szinten megszerezhető pokémon, amely elektromosságot tud tárolni a pofazacskóiban és ki is tudja engedni különböző támadások formájában. Eddig még az összes videójátékban cserélés nélkül szert lehetett rá tenni. A Pokémon Yellow, valamint a Pokemon Let's Go Pikachu című játék fő pokémonja Pikachu. Szerepel a borítón és mindenképp ő a játékos első pokémonja. Mivel ez a Pikachu a Pokémon animében szereplő Pikachu-ról van mintázva, nem megy vissza a pokélabdájába, hanem a játékost követi. Az edzője kommunikálhat vele, és attól függően válaszol, hogy mennyire jól nevelte gazdája. A Hey You, Pikachu! Nintendo 64 játék középpontjában szintén Pikachu áll. A játékos mikrofon segítségével beszélhet Pikachu-hoz, s így különböző utasításokat adhat neki. A Hey You, Pikachu csak Japánban és az Egyesült Államokban jelent meg. A Pokémon Channel című videójáték hasonlít rá, de nem támogatja a mikrofon használatát. Pikachu megtalálható a Pokémon Snap összes pályáján. A Pokémon Mystery Dungeon játékokban is szerepel a tizenhat játszható karakter és tíz lehetséges partner között. Pikachu a Poképark Wii című videójáték főszereplője lesz.
Pikachu a Super Smash Bros., a Super Smash Bros. Melee, és a Super Smash Bros. Brawl videójátékokban is játszható szereplő.

### Típusa
Pikachu elektromos típusú pokémon, ezért a repülő és a víz típusú ellenfelekkel szemben előnye van. Az ilyen pokémonok kétszeres sérülést szenvednek el Pikachu támadásaitól. Pikachunak azonban vigyáznia kell a föld típusú pokémonokkal, mert velük szemben nagyon sebezhető. A föld típusú támadások ugyanis kétszer olyan hatásosak Pikachuval szemben, mint más típusoknál, továbbá az elektromos támadások hatástalanok a föld típussal szemben. A repülő, acél és elektromos típusú támadások csak feleannyi sérülést okoznak Pikachuban, mint más típusú pokémonokban.

### Harci képességei
Pikachu különleges képessége a Sztatikusság (Static), amely segítségével az ellenfél megdermedhet, ha fizikai kontaktusba kerül a képesség birtokosával (például fizikai támadást használ rajta).

#### Támadásai
| Szint     | Lépés                            |
| --------- | -------------------------------- |
| Kezdéstől | Elektrosokk (ThunderShock)       |
| Kezdéstől | Morgás (Growl)                   |
| 5         | Farokcsóválás (Tail Whip)        |
| 10        | Elektromos Hullám (Thunder Wave) |
| 13        | Gyors Támadás (Quick Attack)     |
| 18        | Sokszorozódás (Double Team)      |
| 21        | Becsapódás (Slam)                |
| 26        | Mennydörgés (Thunderbolt)        |
| 29        | Cselezés (Feint)                 |
| 34        | Sebesség (Agility)               |
| 37        | Kisülés (Discharge)              |
| 42        | Fény Ernyő (Light Screen)        |
| 45        | Vihar (Thunder)                  |

#### Értékei
Mivel Pikachu nincs teljesen kifejlődve, az alapvető harci értékei (base stats) viszonylag alacsonyak. Pikachu viszonylag gyors és kiegyensúlyozott értékekkel rendelkező pokémon. Alacsony értékeit a Light Ball (Fénygolyó) nevű tárggyal meg lehet növelni. Amíg egy Pikachu egy ilyet tart magánál, a Támadása és a Speciális Támadása a duplájára növekszik (a 3. generációban csak a Speciális Támadása). Ebben az esetben Pikachu erőssége a támadása lesz, mivel a védekezése és az erőnléte ("HP-ja") továbbra is alacsony marad. Pikachu alapvető értékei a következők:
| Érték neve                     | Érték száma |
| ------------------------------ | ----------- |
| HP                             | 35          |
| Támadás (Attack)               | 55          |
| Védekezés (Defense)            | 30          |
| Speciális Támadás (Sp. Atk.)   | 50          |
| Speciális Védekezés (Sp. Def.) | 40          |
| Sebesség (Speed)               | 90          |
| Összesen                       | 300         |

## Pikachu az animében
A Pokémon anime sorozat és mozifilmek Ash Ketchum és Pikachu utazásait meséli el a Pokémon univerzumának különböző régióiban. Gyakran elkísérik őket barátaik is, többek között Misty, Brock, May, Max, Tracey, és Dawn.
Az első részben Ash megkapja első pokémonját, Pikachu-t Oak professzortól. A kezdő edzők gyakran ajándékba kapják első pokémonjukat. Ash otthonában, Kantóban ez általában Charmander, Squirtle, vagy Bulbasaur, Ash azonban elaludt, és ezért már csak Pikachu maradt neki. Pikachu eleinte utálja Ash-t, megszegi a parancsait folyton megrázza és megtagadja a pokémonok utaztatására használt eszköz, a pokélabda használatát. Ash az életét kockáztatva megvédi Pikachu-t egy csapat feldühödött Spearow-tól, majd elviszi a sebesült pokémont a Pokémon Központba. Miután látja, hogy Ash gondját viseli és tiszteli, Pikachu megkedveli gazdáját és szoros barátság alakul ki köztük. Ennek ellenére még mindig nem tér vissza a pokélabdájába. Pikachu később különösen erősnek bizonyul, s emiatt a Rakéta Csapat sorozatosan megpróbálja elrabolni, hogy főnökük, Giovanni kedvében járjanak.
Más vad és kiképzett Pikachu is szerepeltek a rajzfilmsorozatban, s általában Ash és Pikachu-ja találkoznak velük. A legjelentősebb közülük Richie Pikachu-ja, Sparky. A többi pokémonhoz hasonlóan Pikachu is a nevének szótagjaival beszél. Ash Pikachu-jának Ótani Ikue kölcsönzi a hangját az anime japán nyelvű változatában és minden szinkronizált változatban is. A többi Pikachu-nak általában Kórogi Szatomi a szinkronhangja.

## Pikachu a mangákban
Pikachu a mangák egyik fő pokémonja, a legtöbb képregényben szerepel. A Pokémon Adventures című mangában Red-nek és Yellow-nak van egy erős Pikachu-ja. Eredetileg Red pokémonja volt, de miután Red eltűnik két évvel később, Yellow megtalálja Pikachu-t, és együtt indulnak el megkeresni Red-et. Pikachu szerepel az anime alapján készített mangákban is, például az Electric Tale of Pikachu-ban, az Ash & Pikachu-ban, és egyéb képregényben is, mint például a Magical Pokémon Journey-ben és a Getto Da Ze-ben.

## Kulturális hatás

### Háttér

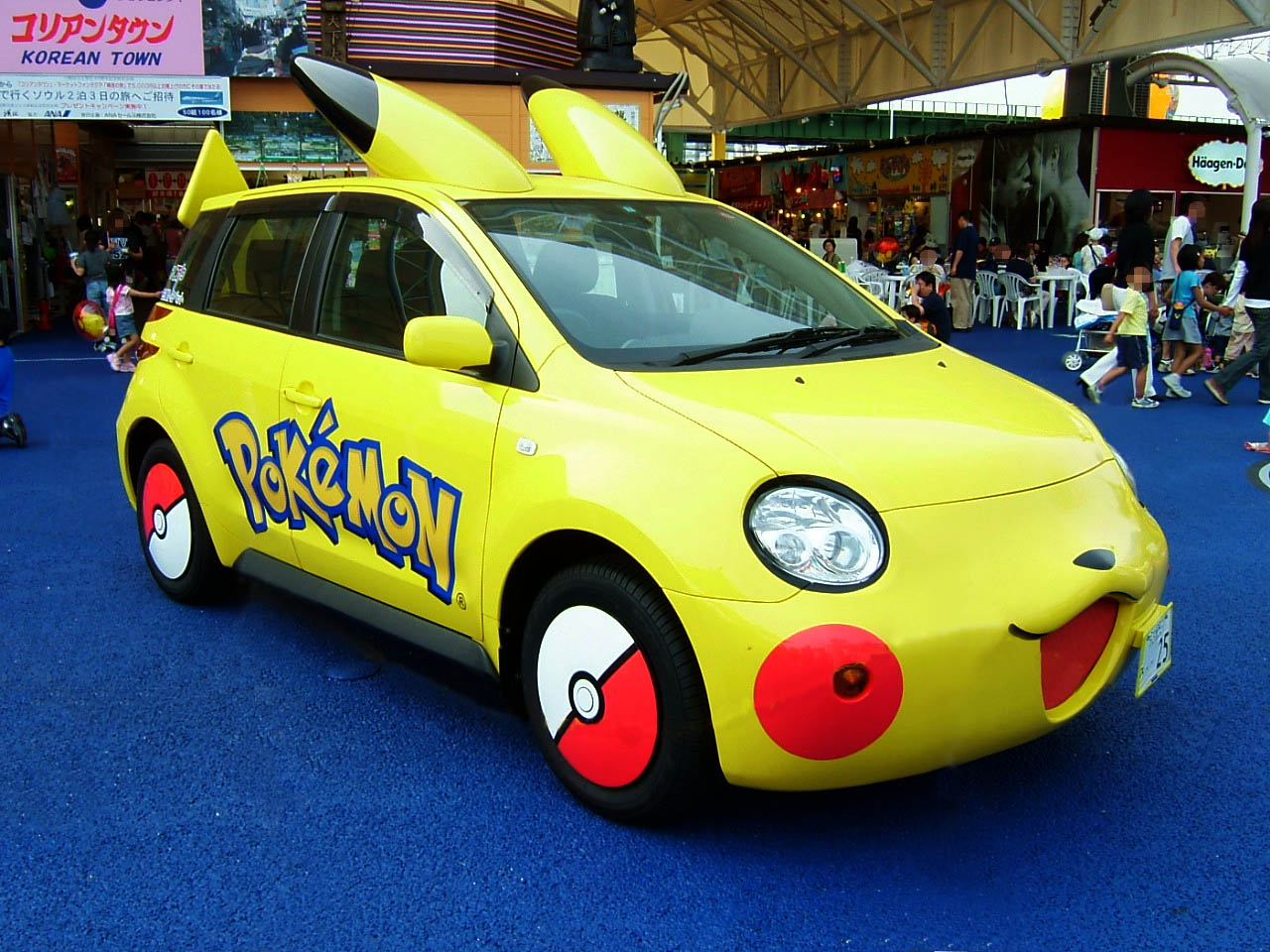
Egy Toyota Ist Pikachu-formára alakítva

Pikachu 1996-ban jelent meg először az első 151 pokémon között, a Game Freak által a japán Game Boy játékgépre fejlesztett legelső Pokémon videójátékban. Az első 151 Pokémont az alkotók egyenrangúként kezelték, a rajongókra hagyták a videójáték-sorozat kabalájának kiválasztását. A rajongók Pikachu-t szerették a legjobban, és ennek következtében ő lett Ash mellett az anime másik főszereplője.
Manapság gyakran tekintenek Pikachu-ra Mickey egér japán megfelelőjeként, illetve a "kavaí-kapitalizmus" részeként. Pikachu a jelenlegi összes Pokémon videójátékban szerepel, és nagy szerepe van a Pokémon Yellow verziójában. Az anime és a mangák (többek között a Pokémon Adventures és a Magical Pokémon Journey) főszereplői mind rendelkeznek egy Pikachu-val vagy összebarátkoztak eggyel. Az Oricon 2008-as felmérése alapján Pikachu volt a negyedik legnépszerűbb japán videójáték-szereplő Solid Snake-kel holtversenyben.

### Hatás a popkultúrára
Pikachu a Pokémon leghíresebb szereplőjeként számtalanszor jelent meg a popkultúrában. 1998-ban a Kansasban található Topeka polgármestere a várost "ToPikachu"-ra nevezte át egy napra a franchise promóciójának részeként. 2000. április 25-én Pikachu szerepelt a tejet hirdető amerikai reklámban, a "Got Milk?"-ben.

Az ANA Boeing 747-400 repülőgép, rajta Pikachu és további pokémonok (Clefairy, Togepi, Mewtwo, és Snorlax) képével

Pikachu képe volt ráfestve az ANA Boeing 747-400 (JA8962) járatokon, melyek a londoni Heathrow repülőtéren landoltak. 2000-ben Pikachu a nyolcadik legkedveltebb animeszereplő volt az Animax csatorna felmérése szerint. 2002-ben, a TV Guide Ash Pikachu-ját szavazta meg a tizenötödiknek minden idők 50 legnagyobb rajzfilmszereplői között. GameSpot featured it in their article "All Time Greatest Game Hero".
A Top Gear tizenegyedik évadjának első részében az egyik műsorvezető, Richard Hammond egy Tata Nano fényképét hasonlította össze Pikachu képével: "a tervezésen spóroltak pénzt, mivel az autót erről mintázták." A Hősök című sorozat harmadik évadjában Hiro Nakamurát "Pikachu"-nak becézi Daphne Millbrook, Hiro nagy bosszúságára. Később Tracy Strauss is így hívja, miután Hiro elnézést kér és behúz a nőnek.

### Pikacsurin
Egy újonnan felfedezett fehérjét, amely tisztább látást segít elő, és amelyet az Osaka Bioscience Institute Foundation (大阪バイオサイエンス研究所) fedezett fel, Pikachu fürgesége után "pikacsurinnak" neveztek el. A névadást Pikachu "villámgyors mozgása és sokkoló elektromos támadásai" inspirálták.

## Fordítás
- Ez a szócikk részben vagy egészben  a   Pikachu című angol Wikipédia-szócikk fordításán alapul.  Az eredeti cikk szerkesztőit annak laptörténete sorolja fel. Ez a jelzés csupán a megfogalmazás eredetét és a szerzői jogokat jelzi, nem szolgál a cikkben szereplő információk forrásmegjelöléseként.